# Munster (ost)

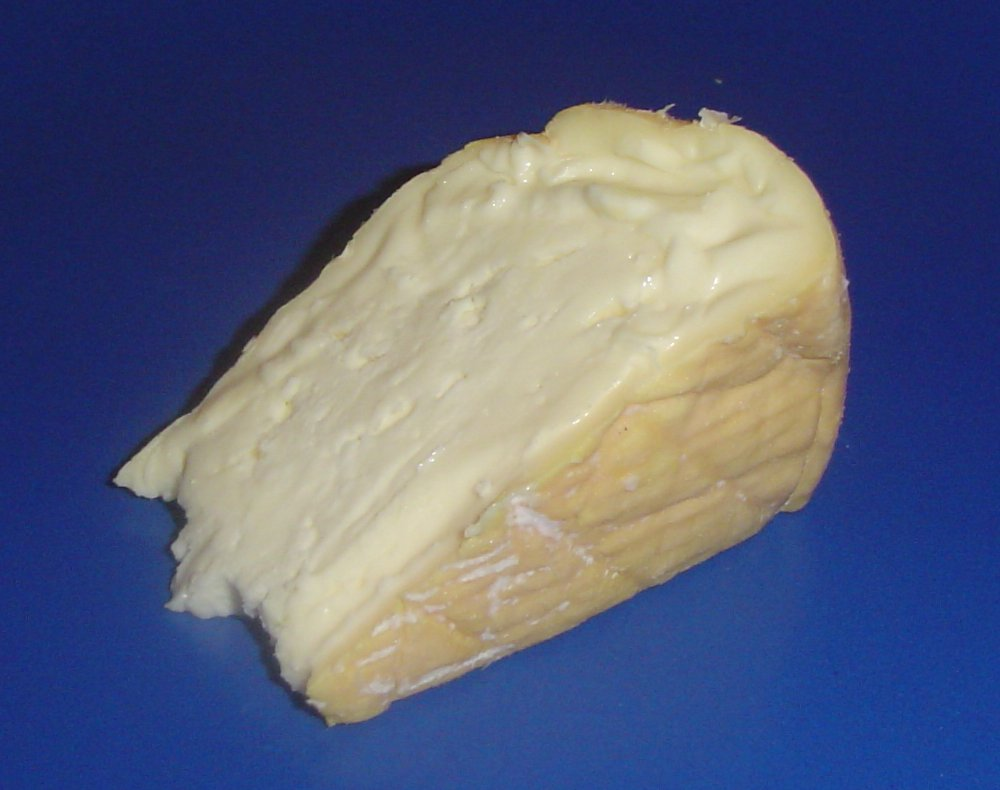
Munster

Munster (Münster) eller Munster-Géromé är en fransk kittost som tillverkas i gränstrakterna mellan regionerna Alsace, Lorraine och Franche-Comté, i trakten av Vogeserna. Osten görs på pastöriserad eller opastöriserad komjölk. Den har en framträdande doft och smak och är krämig i konsistensen. I Alsace serveras osten ofta med kumminfrön och vitt vin av druvan Gewürztraminer. Ostsortens tillverkningssätt och ursprung kontrolleras av AOC-märkning.